# آنوناسین
آنوناسین (به انگلیسی: Annonacin) با فرمول شیمیایی C35H64O7 یک ترکیب شیمیایی با شناسه پاب‌کم 24548 است. که جرم مولی آن ۵۹۶٫۸۸ گرم بر مول می‌باشد. 